# Abe (Fluss)
Der Abe (jap. 安倍川, Abe-kawa) ist ein Fluss in der Präfektur Shizuoka in Japan.
Er hat eine Länge von 51,3 km und ein Einzugsgebiet von 542 km² – davon 504,1 km² Gebirge und 37,9 km² Flachland. Der Fluss hat seinen Ursprung bei Suruga im Akaishi-Gebirge und mündet bei Shizuoka in die Suruga-Bucht. Er ist für sein klares Wasser bekannt und eine wichtige Wasserquelle für die Stadt Shizuoka.
Der Shogun Tokugawa Ieyasu, der einst seine Basis in Shizuoka hatte, ließ umfangreiche Baumaßnahmen durchführen, die dem Fluss seinen heutigen Lauf gaben.
Abekawamochi (安倍川餅 – Abe River Mochi), Mochi (Reiskuchen) bestäubt mit Kinako (Sojamehl), ist ein traditioneller Kuchen, der in Teehäusern am Fluss serviert wurde.